# Ewald Harndt
Ewald Albert Heinrich Harndt (* 22. Januar 1901 in Berlin; † 11. Oktober 1996 in Bad Pyrmont) war ein deutscher Zahnmediziner, Mediziner, Hochschullehrer und Rektor der Freien Universität Berlin.

## Leben
Harndt studierte von 1920 bis 1926 in Berlin Medizin und Zahnmedizin. Sein zahnärztliches Staatsexamen bestand er 1924 und wurde ein Jahr später zum Dr. med. dent. promoviert. In den beiden folgenden Jahren setzte er die Reihe der sehr gut bestandenen Examina durch ein medizinisches Staatsexamen (1926) und die Promotion zum Dr. med. (1927) fort. Anschließend war er am Zahnärztlichen Institut der Berliner Friedrich-Wilhelms-Universität als Assistent von Wilhelm Dieck tätig. Dort wurde er 1935 unter Diecks Nachfolger Eugen Wannenmacher zum Oberarzt ernannt und erhielt im folgenden Jahr seine Habilitation in der medizinischen Fakultät. 1938 wurde er Dozent für das Fach Zahnheilkunde und 1944 außerplanmäßiger Professor.
„Gemäß einer Studie lässt sich nachweisen, dass Harndt insbesondere im Entnazifizierungsverfahren eine Reihe unstimmiger, falscher oder beschönigender Angaben machte. Die Quellenanalyse führt zu der Schlussfolgerung, dass Harndt nicht als Opfer, sondern als politischer Mitläufer einzuordnen ist. Er war zweifellos kein ‚glühender‘ Nationalsozialist, doch er diente sich dem Regime an – durch Mitgliedschaften in NS-Organisationen und die Einbindung in die NS-Netzwerke, aber auch durch die Unterstützung der Ideen der NS-‚Gesundheitspolitik‘ und den Gebrauch der NS-Terminologie – so etwa in den Bereichen Eugenik (‚vererbt geistig minderwertige Kinder‘, ‚Unfruchtbarmachung‘, ‚Blutsverwandtschaft‘) und Religion (‚deutschreligiös‘).“ Am 27. Juli 1937 beantragte er die Aufnahme in die NSDAP und wurde rückwirkend zum 1. Mai desselben Jahres aufgenommen (Mitgliedsnummer 4.360.633). Zudem war er seit 1935 Mitglied im NSKK, im NS-Ärztebund, im NS-Dozentenbund und im Reichsluftschutzbund.
1948 planmäßiger Extraordinarius und kommissarischer Direktor. Im Juli 1949 übernahm er den Vorsitz der Berliner zahnärztlichen Gesellschaft, die von seinem Vorgänger Georg Axhausen, dessen Oberarzt Hans Joachim Schmidt (* 1912) und Walter Drum gegründet worden war. Im Mai 1950 wurde er zum Professor und Direktor der Klinik der – inzwischen umbenannten – Humboldt-Universität ernannt, verließ diese aber wenig später aus politischen Gründen (Ost-/West-Konflikt) und wechselte an die im Westteil Berlins gelegene Freie Universität Berlin (FU Berlin). Dort erhielt er im Oktober 1956 eine Professur für Zahn-, Mund- und Kieferheilkunde und übernahm zugleich die Leitung der Poliklinik für Zahn-, Mund- und Kieferkrankheiten. 1961 stand er der medizinischen Fakultät als Dekan vor.
Als Vorsitzender des am 1. April 1964 gegründeten Instituts für Kariesforschung e. V. erinnerte Harndt daran, dass mit dieser Einrichtung eine alte Berliner Tradition fortgesetzt wurde: 1936 war in Berlin unter Vorsitz von Hermann Schröder die Arbeitsgemeinschaft für Kariesforschung und Kariesbekämpfung gegründet worden, aus dem dann das Institut für Kariesforschung hervorging, das kurze Zeit von Schröder und nach Schröders Tod (1942) von Hermann Euler geleitet worden war.
Harndt war Ehrenmitglied zahlreicher zahnärztlicher Gesellschaften. Für die Deutsche Gesellschaft für Zahn-, Mund- und Kieferheilkunde war er seit ihrer Neugründung im Jahr 1949 lange Zeit als Vorstandsmitglied aktiv, war 1956 Jahrespräsident für die Tagung in Kassel und 1959 der Jubiläumstagung in Berlin, sowie von 1957 bis 1965 Präsident der Gesellschaft. Er stellte sich 1965 nicht mehr zur Wiederwahl. Bei der 100. Jahrestagung der DGZMK wurde er mit deren Ehrennadel ausgezeichnet. Viele Auszeichnungen erhielt er auch international, darunter den Elmer S. Best Award der Pierre Fauchard Academy. Er war Ehrenmitglied der griechischen stomatologischen Gesellschaft. Von 1967 bis 1969 – auf dem Höhepunkt der Studentenbewegung – amtierte Harndt als Rektor der FU Berlin. Er wurde 1970 emeritiert.
Harndt war erklärter Gegner der Trinkwasserfluoridierung (TWF), aber noch unter der Präsidentschaft von Harndt, der im Herbst 1965 von dem Erlanger Hochschullehrer Gerhard Steinhardt abgelöst wurde, gründete Rudolf Naujoks innerhalb der Deutschen Gesellschaft für Zahn-, Mund- und Kieferheilkunde (DGZMK) eine Fluorkommission, die bei „aktuellen Fragen der Fluorforschung gutachtlich Stellung nehmen wird.“ Naujoks selbst übernahm den Vorsitz dieser Kommission und sprach in dieser Funktion (zugleich auch Vizepräsident der ORCA) 1966 eine allgemeine Empfehlung der TWF im Namen der DGZMK aus. Legitimiert wurde diese Befürwortung im Oktober 1967 auf der 94. Jahrestagung der DGZMK im Rahmen einer, sonst bei diesen Tagungen unüblichen, gelenkten Diskussion unter Diskussionsleiter Adolf Kröncke, dem frisch etablierten Schriftleiter der Deutschen Zahnärztlichen Zeitschrift. So wurde „vollständige Einigkeit unter den Fachleuten“ signalisiert. Bei der Wasserfachlichen Aussprachetagung des DVGW 1968 in Berlin beanstandete Harndt, dass die Zahnärzte keinen objektiven Standpunkt einnehmen und es werde „von zahnärztlicher Seite bzw. von zahnärztlicher Vereinsseite her hier - wie es heute so schön heißt - 'manipuliert'.“ Die Berichte bei der DGZMK-Tagung seien doch sehr einseitig ausgerichtet gewesen und konträre Wortmeldungen seien abgetan worden, „als wären sie kurzerhand von Leuten herausgegeben, die vollkommen unkompetent für diese Fragen sind.“
Über die Fachgrenzen hinaus bekannt wurde Harndt durch seine 1977 erstmals erschienene Publikation Französisch im Berliner Jargon über den Einfluss der seit dem 17. Jahrhundert eingewanderten Hugenotten auf die Umgangssprache seiner Heimatstadt.
Er war verheiratet mit Frieda Harndt, geborene Köpnik. Aus der Ehe ging 1930 der Mediziner und Zahnmediziner Raimund Harndt hervor, der als Professor für Zahnerhaltungskunde 1969 Lehrstuhlinhaber an der FU Berlin wurde.

## Ewald-Harndt-Medaille
Im Andenken an Harndt verlieh die Zahnärztekammer Berlin seit 2001 die Ewald-Harndt-Medaille, hat aber 2019 auf Grund seiner NSDAP-Vergangenheit den Preis in Philipp-Pfaff-Preis umbenannt.